# 2017年7月中國大陸

## 7月2日
- 长征五号遥二火箭在海南文昌航天发射场发射失败[1]。
- 中国多地强降雨持续，广西中北部、湖南、江西北部、湖北东南部、安徽南部等地部分地区出现暴雨或大暴雨，[2]其中湖南受灾民众数量达403万人，重灾区宁乡市有民众抗议政府胡乱排洪，救灾不力，甚至隐瞒死伤数字[3]。

## 7月7日
- 港珠澳大桥隧道段贯通，标志着大桥主桥（内地段）全线贯通[4]。

## 7月9日
- 宝兰客运专线全线开通运营，将中国西北地区全面融入全国高速铁路网。[5]

## 7月10日
- 全运会群众比赛健身气功决赛新闻发布会在天津滨海新区大港体育中心举行，健身气功列入比赛项目[6]。

## 7月13日
- 2010年诺贝尔和平奖得主劉曉波在保外就医期间，因肝癌于沈阳市中国医科大学附属第一医院去世，終年61歲[7]。

## 7月15日
- 陈敏尔接任孙政才，任中国共产党重庆市委员会书记，孙志刚任贵州省委书记[8][9]。

## 7月20日
- 新华社公布《新闻信息报导中的禁用词和慎用词》，其中指明不能使用台湾方面的“九二共识、一中各表”[10]。

## 7月21日
- 中國公安部公告：「善心汇公司张天明等人涉嫌传销等犯罪被依法查处」，公告稱：「按照公安部统一部署，全国各地公安机关依法对广东深圳市善心汇文化传播有限公司法定代表人张天明等人涉嫌组织、领导传销活动等犯罪问题进行查处，张天明等多名犯罪嫌疑人已被依法采取刑事强制措施。现初步查明，张天明等人涉嫌以『扶贫济困、均富共生』等为幌子，策划、操纵并发展人员参加传销活动，骗取巨额财物。」同時，善心汇公司全國各地會員不滿中國政府的刑事調查與逮捕行動，自21日起於北京大紅門國際會展中心等地抗議，要求當局釋放張天明[11][12]  。

## 7月22日
- 北京市文化局回应网友禁止加拿大籍歌手贾斯汀·比伯来华演出的疑问，指出他“是一个有歌唱才华但也是一个有争议的年轻外籍歌手”，但“为规范国内演出市场秩序，净化演出市场环境，因此不宜引进有不良行为的演艺人员”，希望他“在成长过程中不断完善自己的言行，真正成为受公众喜爱的歌手”[13][14]。

## 7月24日
- 中國共產黨中央委員會宣布中共中央政治局委員、中共重慶市委前書記孙政才涉嫌严重违纪，決定由中共中央纪律检查委员会对其立案审查。[15]
- 中共中央军委军事科学研究指导委员会诞生。[16]

## 7月28日
- 香港有線電視廣州辦事處一名司機因在19日接載有線記者到江門新会区崖门炮台拍攝劉曉波「頭七」海祭，疑因此被公安拘捕，羈押於江門市新會區看守所。香港記者協會強烈譴責事件，要求當局解釋拘留原因。該名司機是廣東肇慶人，任職香港有線廣州辦事處司機多年，也曾採訪敏感新聞並遭騷擾和問話[17][18]。後來獲得釋放[19][20]。

## 7月29日
- 苹果公司在中国区App Store内下架了数十个VPN应用。[21]

## 7月30日
- 庆祝中国人民解放军建军90周年阅兵在朱日和合同战术训练基地举行，中共中央总书记、国家主席、中央军委主席习近平检阅部队并发表讲话，中共中央军委副主席范长龙上将主持阅兵。[22]